# タクシ
タクシは、覺羅ギョロ氏 (愛新覺羅アイシン･ギョロ氏)女真族。
寧古塔貝勒ニングタ･ベイレギョチャンガの子。後金国アイシン･グルン始祖ヌルハチ (清太祖) の父。
タクシが嫡妻ヒタラ氏の死去後に迎えた継妻ハダ･ナラ氏は、嫡妻ヒタラ氏との子ヌルハチと折り合いが悪かった為、ヌルハチは早々にタクシの許を離れ独立している。
明万暦11年1583に李成梁率いる明の官軍の先導としてグレ城主アタイ (ギョチャンガ孫娘婿) を征討したが、父ギョチャンガともども掩殺された。(→明無端起釁邊陲害我祖父)

## 一族姻戚

### 父祖
- 祖父・フマン
  - 父・ギョチャンガ
    - 長兄・礼敦リドゥン
    - 次兄・額爾袞エルグウェン
    - 三兄・齋堪ジャイカン
    - タクシ

### 妻子
- 正妻[4]・[[エメチ|額穆斉エメチ]]：喜塔喇ヒタラ氏。阿古アグ都督の娘。宣皇后。
  - 長子・ヌルハチ
  - 次子・舒爾哈齊シュルハチ
  - 三子・雅爾哈齋ヤルハチ
- 後妻[5]・懇哲ケンジェ：ハダ･ナラ氏。ハダ初代国主ワンの養女。
  - 子・巴雅喇バヤラ
- 側室名不詳
  - 子・穆爾哈齊ムルハチ